# Douglas C-133 Cargomaster
Douglas C-133 Cargomaster – amerykański, czterosilnikowy ciężki samolot transportowy produkowany przez firmę Douglas Aircraft Company w latach 1956–1961.

## Historia rozwoju
W połowie lat pięćdziesiątych XX wieku Siły Powietrzne Stanów Zjednoczonych (USAF) wyposażone były w kilka typów średnich samolotów transportowych, lecz żaden z nich nie mógł przenosić ciężkich ładunków na długich dystansach. Uruchomiono więc program Logistic Carrier Support System, aby wyłonić nowy typ ciężkiego wojskowego samolotu transportowego.
Firma Douglas przedstawiła projekt czterosilnikowego samolotu transportowego w układzie górnopłata. Koncepcja zyskała przychylność USAF, które zamówiły 50 egzemplarzy seryjnych. Pierwszy egzemplarz seryjny był równocześnie prototypem, przedtem nie wykonano żadnych maszyn prototypowych. Oblot samolotu, który oznaczono jako Douglas C-133A Cargomaster, odbył się 23 kwietnia 1956 roku. Wybudowano 50 maszyn, z czego 35 były to samoloty w standardowej konfiguracji oznaczonej jako C-133A, zaś 15 egzemplarzy, oznaczone jako C-133B, miały zmienione drzwi ładunkowe. Pierwsze samoloty C-133A zostały dostarczone dla Military Air Transport Service (MATS) – amerykańskiego lotnictwa transportowego, w sierpniu 1957 roku w Dover Air Force Base koło Dover.
C-133 był na tyle udaną konstrukcją, że po serii prób, w sierpniu 1957 roku rozpoczęto eksploatację. Cargomaster ustanowił kilka rekordów wielkości przewożonego ładunku w klasie maszyn transportowych. W miarę użytkowania, na początku lat sześćdziesiątych XX wieku, zaczęły pojawiać się problemy techniczne. Podczas projektowania samolotów założono, że ich resurs wyniesie 10 000 godzin. Gdy resurs poszczególnych egzemplarzy zaczął zbliżać się do zakładanego maksymalnego nalotu, ich stan techniczny ulegał pogorszeniu oraz postępował proces zmęczenia materiału. Utracono 10 samolotów – 9 w wyniku katastrof oraz jeden w wyniku pożaru na ziemi podczas tankowania. Ostatecznie resurs wydłużono do 19 000 godzin nalotu. Kiedy stan techniczny floty ulegał pogorszeniu, załogi odmawiały lotów, a typ zaczęto określać mianem „Widowmaker” („Owdawiacz”).  
Następcą Cargomasterów został Lockheed C-5 Galaxy, natomiast C-133 Cargomaster został wycofano z służby, ostatecznie w 1971 roku.

## Konstrukcja
Douglas C-133 Cargomaster był ciężkim, czterosilnikowym samolotem transportowym w układzie górnopłata. Dzwi ładunkowe umieszczone były w tylnej oraz bocznej części kadłuba. Ładownia C-133 była ciśnieniowa oraz ogrzewana. Miała długość 27 metrów i wysokość 3,7 metra.  
Cargomaster był w stanie zabrać ładunek o maksymalnej masie 50 000 kg. W kabinie ładunkowej możliwe było zamontowanie siedzeń dla 200 osób. Opracowano dwie wersje C-133A oraz C-133B. C-133A mógł przewozić ciężkie ładunki, w tym międzykontynentalne pociski balistyczne (IBCM) SM-65 Atlas i SM-68 Titan. Wersja C-133B miała zmodyfikowane tylne drzwi ładunkowe, które ułatwiały załadunek IBCM. Trzy ostatnie egzemplarze produkcyjne zostały wyposażone w inny zespół drzwi ładunkowych, które sprawiały, że kabina ładunkowa ulegała wydłużeniu o 0,91 metra, co umożliwiało transport zmontowanych w całości pocisków Titan.  
Napęd stanowiły cztery silniki turbośmigłowe Pratt & Whitney T34-P-9W o mocy 7500 KM (5600 kW) każdy.

## Galeria

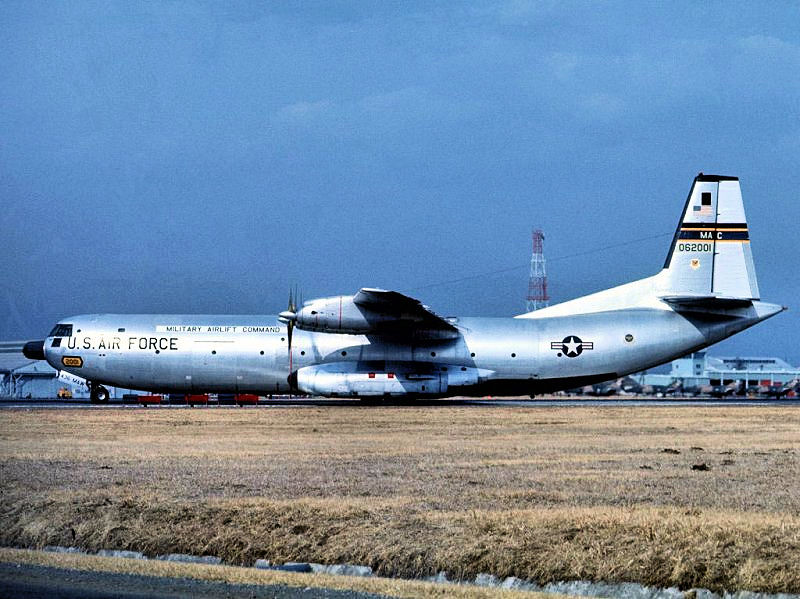
C-133A Cargomaster
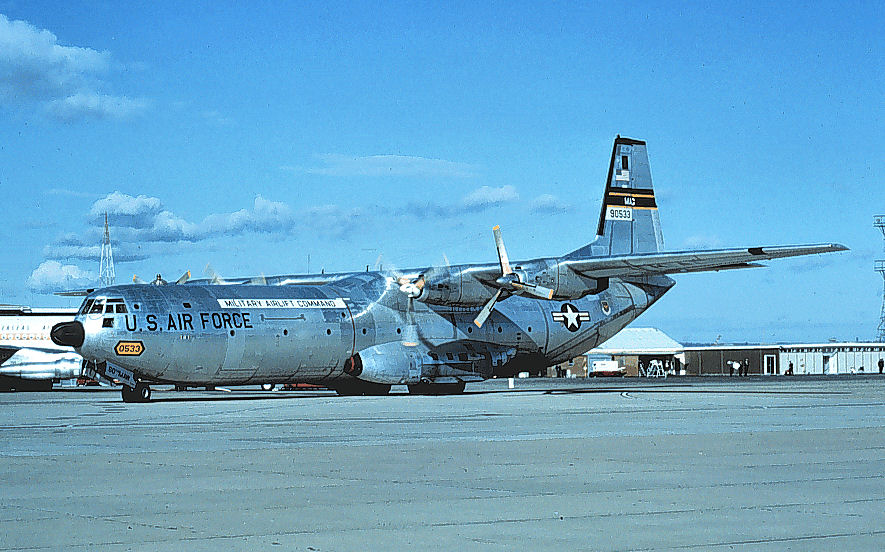
C-133B Cargomaster należący do  60th Military Airlift Wing (1967)
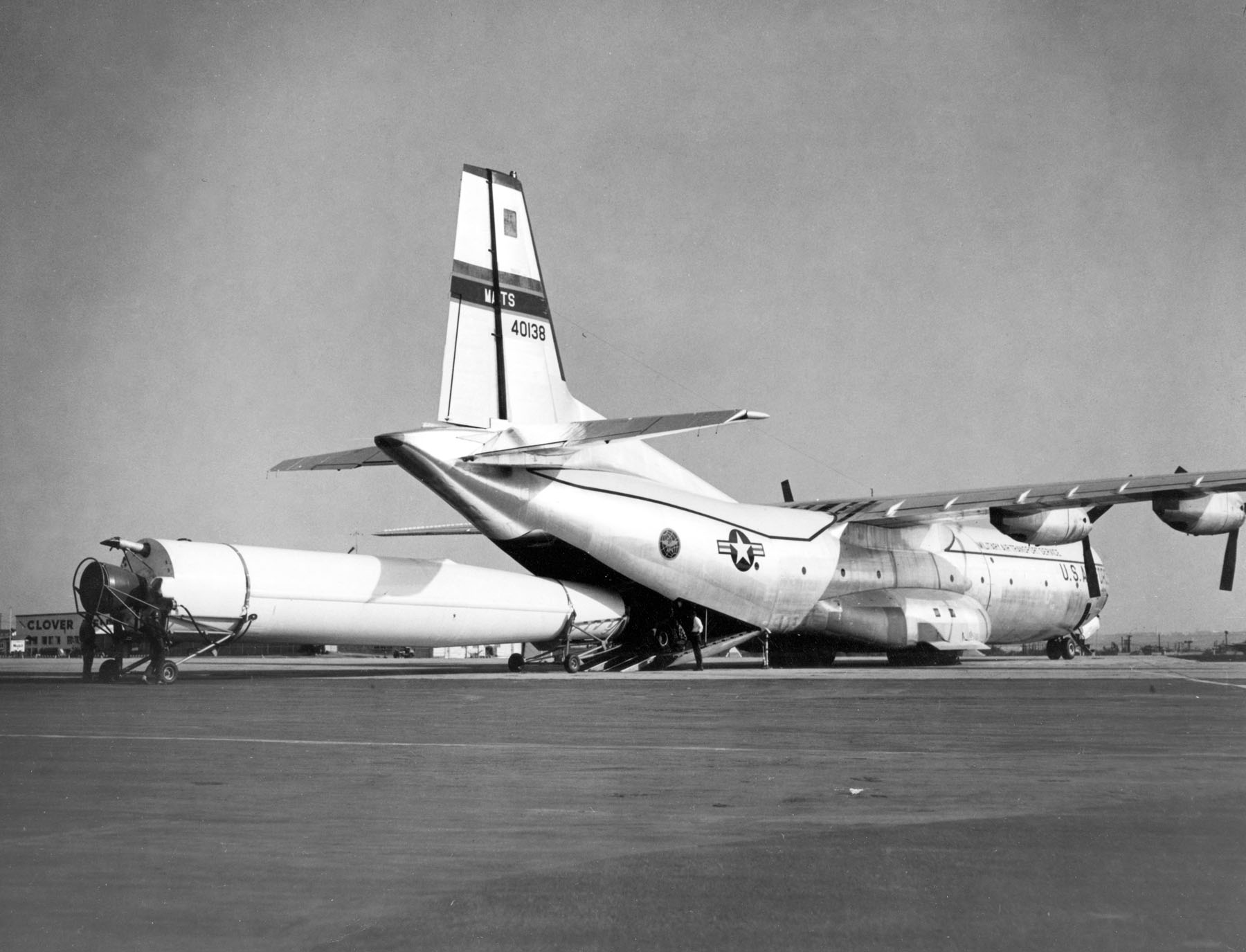
Załadunek międzykontynentalnego pocisku balistycznego Thor do ładowni samolotu
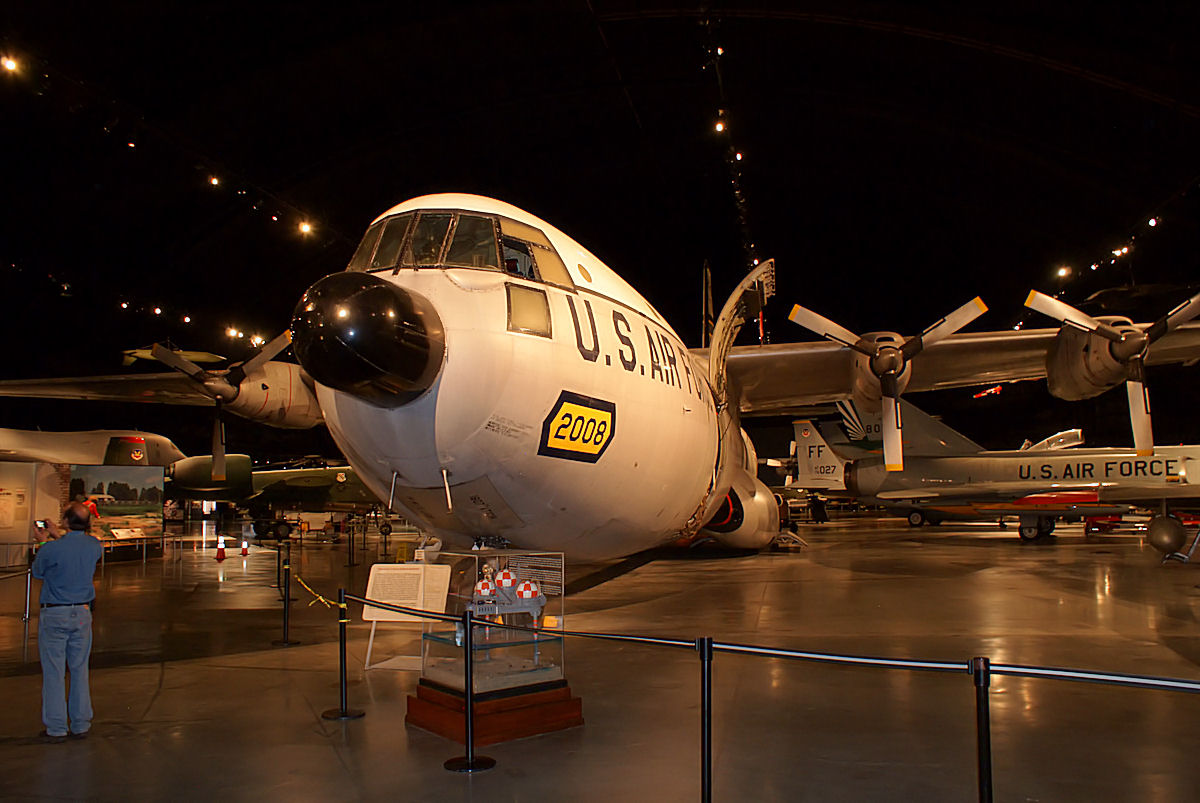
C-133A jako eksponat w National Museum of the United States Air Force
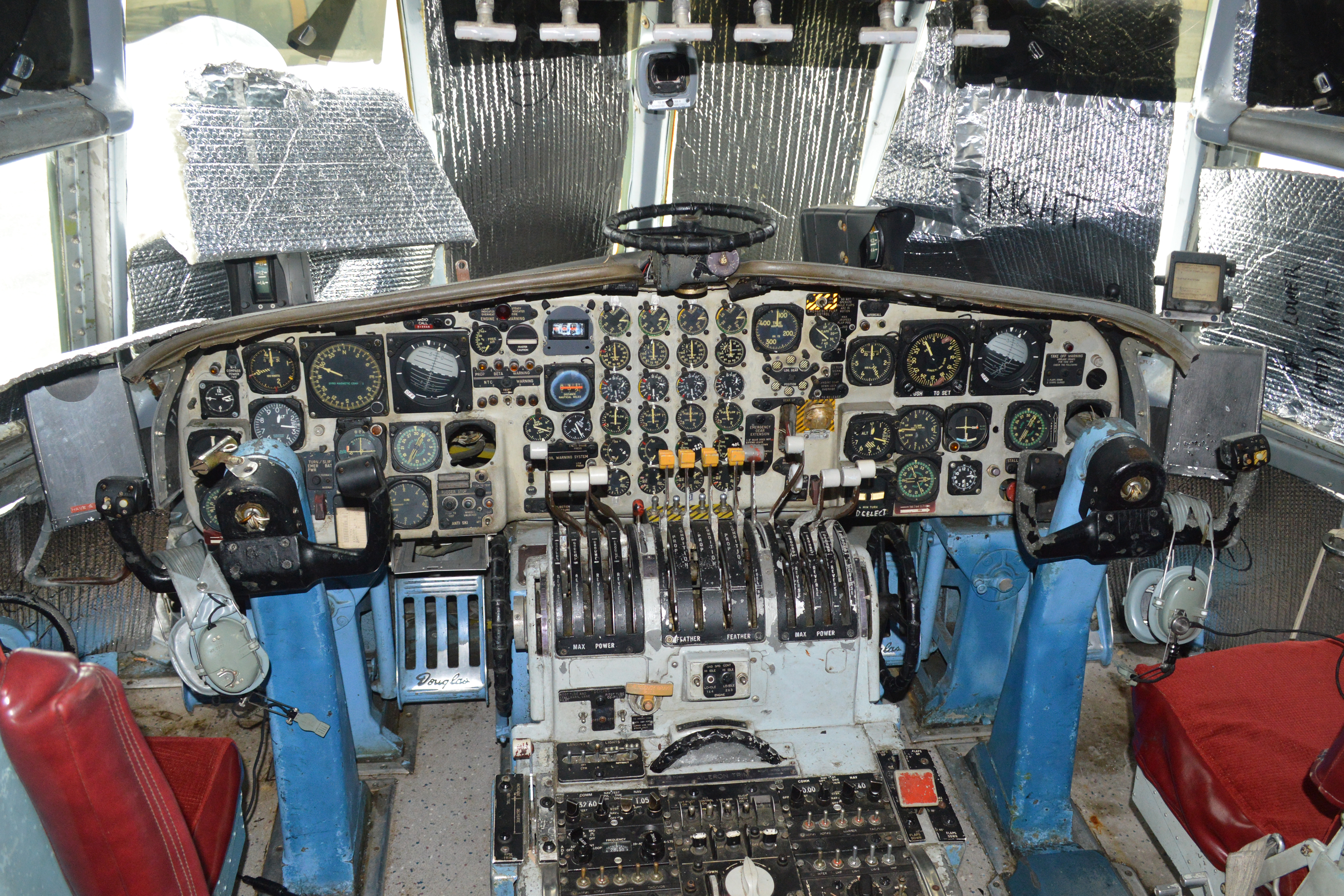
Kokpit samolotu, eksponat w muzeum Travis Air Force Base Heritage Center